# Jos Sweens

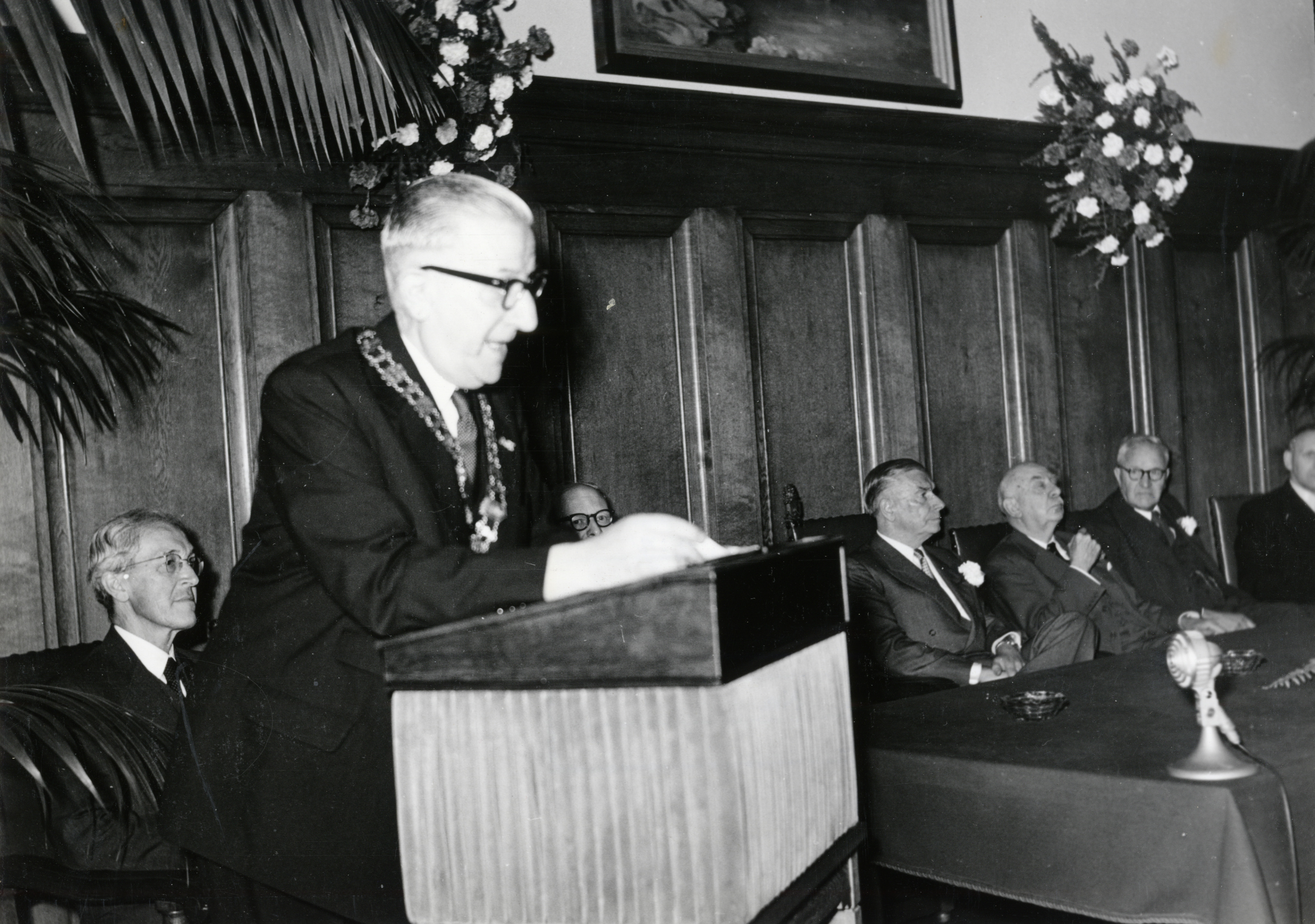
Burgemeester J.C.M. Sweens (1956)

Josephus Cornelis Maria (Jos) Sweens (Udenhout, 11 mei 1900 – Oisterwijk, 8 oktober 1972) was een Nederlands politicus van de RKSP en later de KVP.
Hij was commies bij de afdeling Financiën bij de gemeente Leiden voor hij vanaf midden 1929 als hoofdcommies-redacteur ging werken bij de gemeente Nijmegen. In 1932 is hij aan de Rijksuniversiteit Leiden gepromoveerd in de rechten op het proefschrift 'Aansprakelijkheid bij het beheer van gemeentegelden'. Sweens werd in 1933 burgemeester van Gilze en Rijen en in 1941 volgde zijn benoeming tot burgemeester van Dongen. Van 1955 tot zijn pensionering in 1965 was hij de burgemeester van Helmond. Vervolgens was hij nog waarnemend burgemeester; eerst in Elst (1967) en daarna in Asten (1968-1969). Van 1937 tot 1946 en van 1947 tot 1948 was hij bovendien Tweede Kamerlid. Sweens overleed in 1972 op 72-jarige leeftijd.